# منير بشير

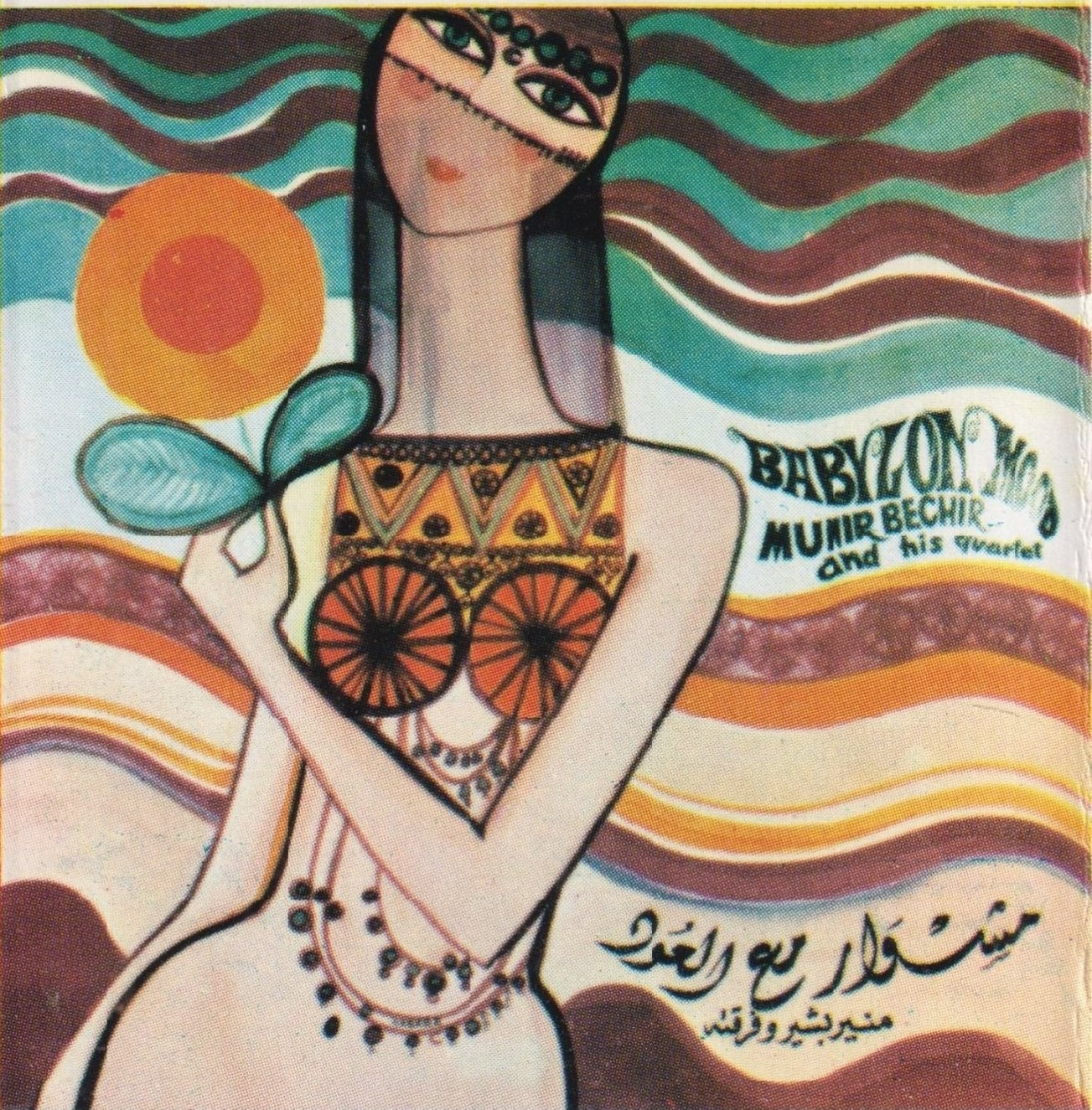
غلاف شريط (مشوار مع العود) لـ منير بشير وفرقته عام 1972.

منير بشير (1930 - 28 أيلول، 1997) موسيقار عراقي و عازف عود، يعتبر من أهم عازفي العود في القرن العشرين.

## حياته
يعتبر منير بشير الابن الثاني لعائلة بشير القس عزيز، بعد شقيقه الأكبر جميل، وقبل شقيقه الأصغر فكري ، إلى جانب شقيقاته الثلاث.
ولد في الموصل في عائلة يعلو بين جنباتها صوت الموسيقى ، آلياً على العود، حيث كان الوالد عازفاً قديراً وصانعاً لبعض آلات الوترية ، التي من بينها العود, وغنائياً، على صوت حناجر الوالد أيضاً، الذي كان يتمتع بصوت رخيم شفاف ساعده كثيراً في أداء تراتيل كنيسته السريانية الأرثوذكسية شماساً في خدمتها.
منذ نعومة أظفاره، إتجهت عناية منير نحو الموسيقى ، وبخاصة حين كان شقيقه الأكبر جميل،يعزف على الكمان والعود في البيت، قبيل رحيله إلى بغداد للالتحاق بدراسة الموسيقى في المعهد الموسيقي الذي عُرف فيما بعد بمعهد الفنون الجميلة. وانتقل (تأثير) أجواء البيت الموسيقية إلى كافة أفراد العائلة.

## التأهيل الفني
التحق منير بمعهد الفنون الجميلة عام 1939 ، ليدرس العود على الشريف محي الدين حيدر (أستاذ وعازف بارع للعود والجلو) ويتخرج فيه عام 1946. تأثر كثيراً بأستاذه حيدر، وأخذ عنه أساليبه التقنية المتقدمة في العزف . كما كان الأمر عند شقيقه جميل. بينما تأثر زملاؤه سلمان شكر وغانم حداد وسركيس آروش بالروح الشرقية التقليدية.
مارس العمل الفني في إذاعة بغداد ، وفي تلفزيون العراق بعد تأسيسه عام 1956، عازفاً ورئيساً لفرقتها الموسيقية ومخرجاً موسيقياً، ومن بعد رئيساً لقسم الموسيقى . كما مارس التدريس في المعهد. وأسس له معهداً خاصاً باسم (المعهد الأهلي للموسيقى)، وصار رئيساً لجمعية الموسيقيين العراقيين.
سافر إلى هنغاريا في عام 1962 ، دارساً لعلوم الموسيقى المقارنة (Comparative Musicology) حاصلاً على درجة الدكتوراه في ذلك.

## شخصيته الفنية
حققت له جولاته العديدة والمتكررة في معظم أقطار العالم، استزادةً في المعرفة وإتساعاً للخبرة، لترسو عنده بقناعة صميمة ضرورة الحفاظ على التقاليد الموسيقية بكل طقوسياتها، وتقديمها بما يتوافق مع روح العصر، دون الخروج من لبوس الموسيقى العربية هوية انتماءٍ وإصالة مفاهيم وتعبير جمالي.
كان على خلافٍ مع أساليب ملحني القرن العشرين من العرب، المصريين و اللبنانيين و العراقيين المتأثرين بها، الذين ابتعدوا عن الهوية القومية للموسيقى العربية ، جراء استعارة أساليب الغير شكلاً وبنيةً وتعبيراً. وقد كان جريئاً للغاية في (تصدّيه) لتلك الأساليب عبر منابر الصحافة واللقاءات الإذاعية والتلفزيونية والمحاضرات.
لقد جاهد للخروج بالآلة الموسيقية العربية من محدودية استعمالاتها بشكل ثانوي في مصاحبة الغناء. مؤكداً قدراتها الواسعة غير المحدودة في الأداء والتعبير. انطلاقاً من تطوير أسلوب التقسيم التقليدي إلى سياحة آفاقية من الارتجالات الحرة المؤسسة على الانتقالات المقامية العربية، بعيداً عن التطريب المفتعل. فصار – بحق – صاحب مدرسة متفردة في هذا المجال، اقتدى بها العديد من معاهد الموسيقى في العالم العربي، وصار أسلوبه واضحاً في أداءات معظم عازفي العود المحدثين العرب. إذ تحول أداؤه من شكل العزف المتوسِّل للإعجاب، إلى منطلقاتٍ تأملية وجدانية، لكأنك داخلٌ صومعة متعبد تستوجب الإنصات التام بكل خشوعٍ.

## وفاته
توفي منير بشير في 28 أيلول 1997 على أثر نوبة قلبية قبيل رحلة فنية له للمكسيك.

## روابط خارجية
- منير بشير على موقع IMDb (الإنجليزية)
- منير بشير على موقع ميوزك برينز (الإنجليزية)
- منير بشير على موقع ديسكوغز (الإنجليزية)

## وصلات متعلقة
http://www.mawaly.com/music/Munir+Bachir
http://www.youtube.com/watch?v=HcAk8d9vES0